# ألين بوكانان
ألين بوكانان (بالإنجليزية: Allen Buchanan)‏ هو عالم سياسة أمريكي، ولد في 1948.

## وصلات خارجية
- ألين بوكانان على موقع IMDb (الإنجليزية)